# Boszorkány
A boszorkány (röviden boszorka) szót többféle értelemben használhatjukː a néphit szerint egy olyan lunáris vallást gyakorló nő vagy férfi volt, aki természetfeletti, démoni képességekkel rendelkezett, és rosszat, betegséget, pusztulást hozott, aki a népi mágiát, azaz a boszorkányságot gyakorolta. (A hasonló feltételezett képességekkel rendelkező férfiakat boszorkánymesternek nevezték.)
Mai értelemben a boszorkány egy újpogány természetvallás követője (→ boszorkányság), a nyugati világban leginkább a Wicca híve.
A fogalom átvitt értelemben is gyakran használatos, és a női nem ügyességét, illetve okosságát jellemzi pozitív értelemben, míg negatív értelemben is előfordul, a gonosz módon viselkedő vagy intrikus nők szidalmazására.

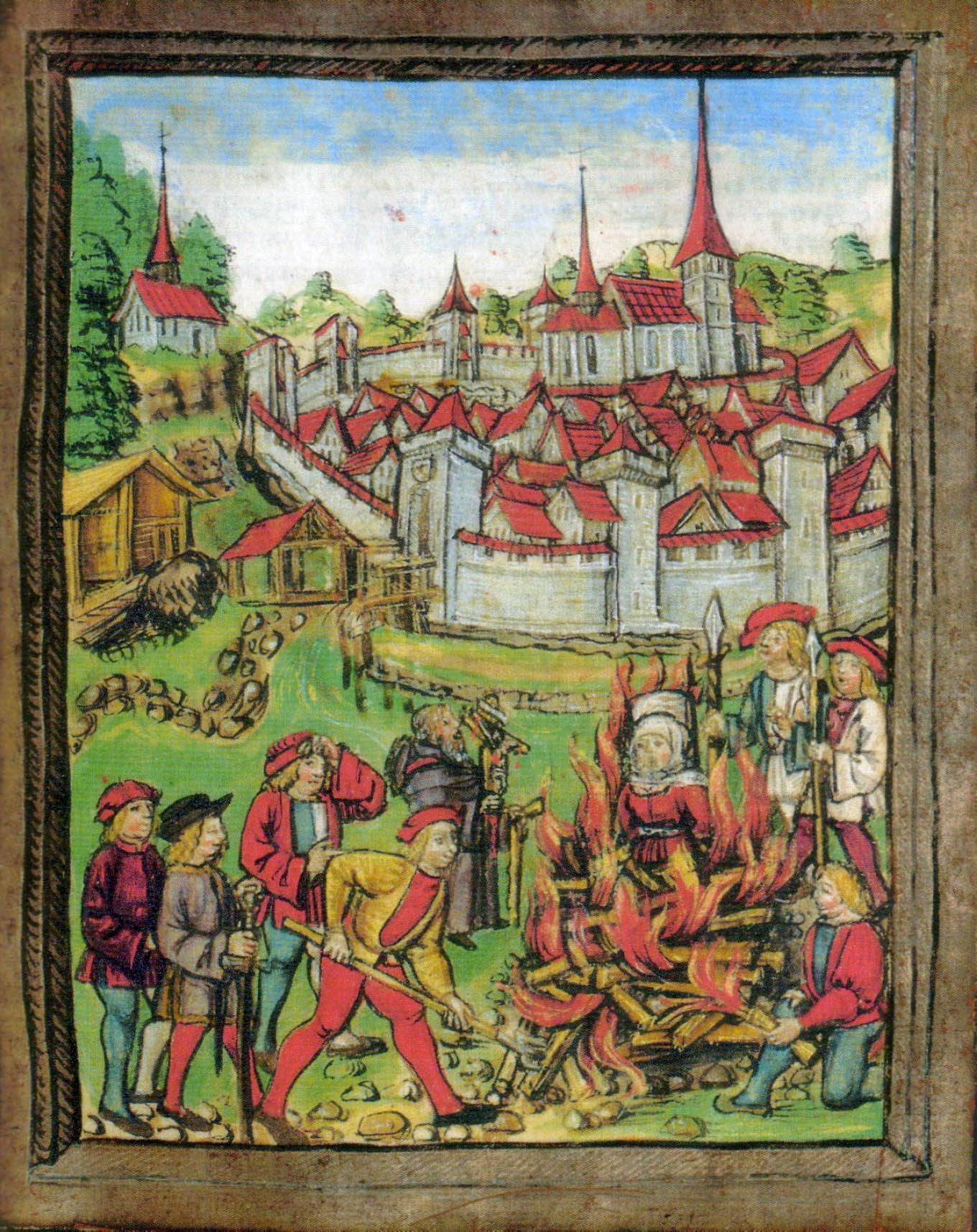
Boszorkányégetés a középkorban, Willisau, Svájc, 1447

## Boszorkányhit

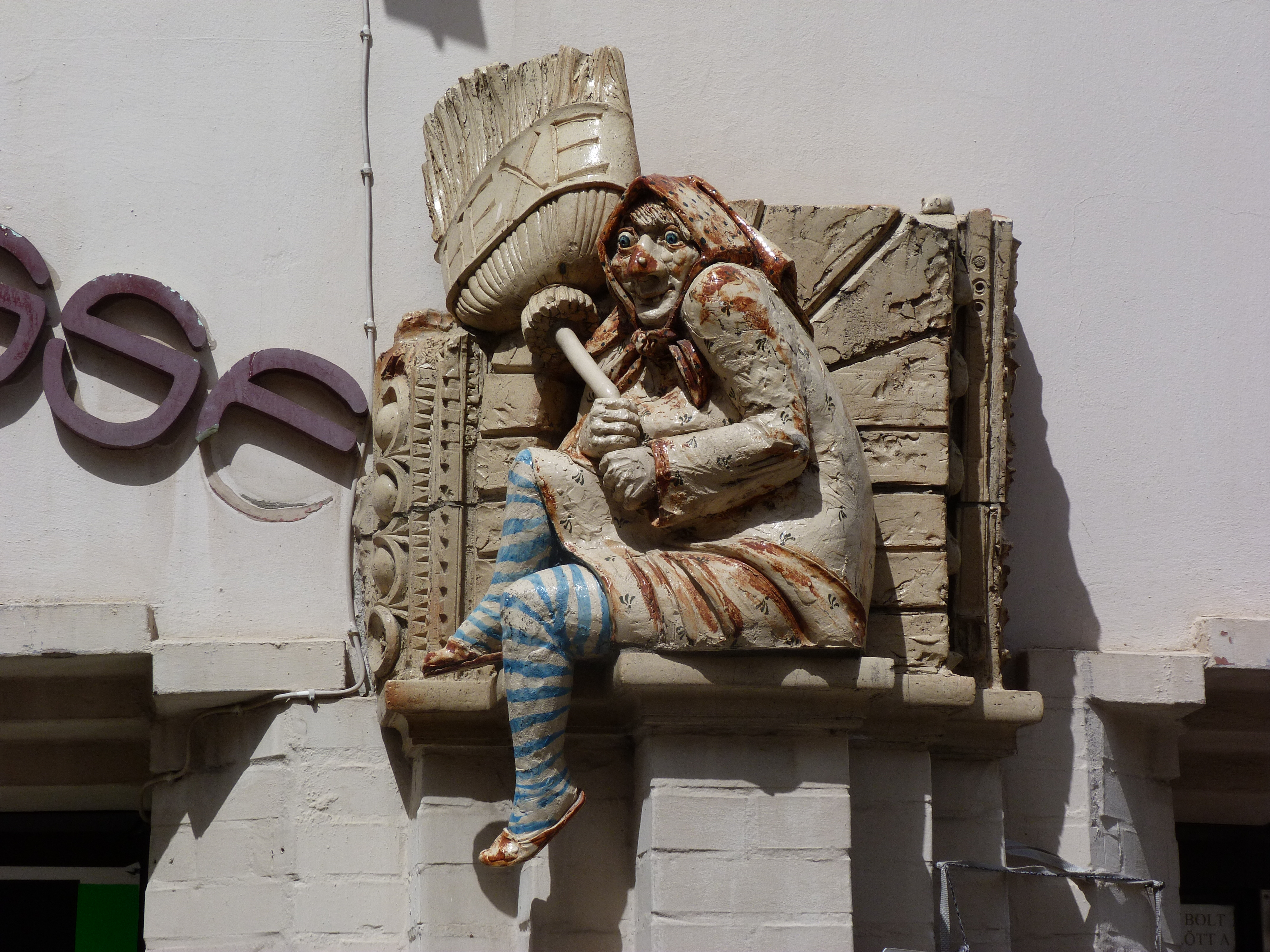
Fürtös György szobra, a Boszorkány Pécsett

A gonosz, ártó lényekben való hit egyidős az emberiséggel. (lásd még → mágia) Ennek a hitvilágnak az egyik szereplője a népi hiedelemvilág alapján a romlott, borzasztó, vasorrú, ártó hatalmú boszorkány. A jellemző jegyek országonként és vidékenként változtak.
Ahogy a kereszténység elterjedt, a boszorkányt az általában vett Gonosz szolgálója helyett a Sátán szolgálójának tartották, akivel fertelmes paktumot kötött az emberiség megrontására. Egyes esetekben farkasemberré is vált, amint ezt a francia néphit az újkorig tartotta róluk. Az Európában lassanként elterjedő babona a 15. századra tömeges boszorkányüldözéssé fajult és a máglyákon ezrével égtek el a "Sátán szeretői".
A boszorkányoknak a középkorban általában két fajtáját különböztették meg, amelyeket a latin nyelv két eltérő szavával jelöltek:
- a striga „seprűs boszorkány” – ő a kereszténység felvétele előtti idők bűbájosa, varázslónője, aki a hiedelem szerint különböző állatok alakját tudta felvenni
- a malefica (nőnem), ritkábban maleficus (hímnem) – jelentése „rontó”, „ártó”, ez a tulajdonképpeni női boszorkány, illetve férfi boszorkánymester.

## A magyar boszorkányok
Magyarországon a boszorkány a népmesék rosszindulatú, emberfeletti hatalmú, idős asszonyalakjainak gyűjtőneve, aminek alakja gyakran összefonódik a vasorrú bábáéval.
Szegedi boszorkányok:
Nálunk Szegeden voltak a legemlékezetesebb boszorkányégetések. A legszomorúbb magyarországi per 1728. július 23-án volt. A város ma Boszorkányszigetnek nevezett részén egyszerre 12 boszorkányt kötöztek négyesével a cölöpökhöz, hogy máglyán megégessék őket. Korábban a gyanúsítottakat vízpróbának és mérlegpróbának vetették alá, aki „könnyűnek találtatott”, azt elítélték. Hosszú tűkkel szurkálták őket, hogy az ördög testi bélyegét megtapasztalhassák rajtuk. Testük ezeken a pontokon érzéketlen volt, nem vérzett. Egy-egy szőrtelen hónalj vagy gyanús anyajegy ugyancsak a nem emberi természet bélyegét mutatta. A tortúra után Kökényné nyelve is megoldódott. Mivel az egyenlőtlen bírósági párbeszédben ő maradt alul, sorra mártotta be azokat a személyeket, akikkel korábban baráti-ismerősi kapcsolatban volt. A vádaskodás hullámgyűrűje egyre tovább terjedt, s a város tömlöcei egykettőre megteltek boszorkányokkal. A tömlöcben lévők vallomásai szerint a szegedi boszorkányok valóságos katonai szervezetbe tömörültek. Volt kapitányuk, hadnagyuk, strázsamesterük, zászlótartójuk, dobosuk, trombitásuk. A zászlót az egyik boszorkány dióhéjban őrizte. A dob lóköröm volt, verője szamárlábszár. A trombitát szamárcsontból vájták. Pluto, egyesek szerint Dromó ördögnek esküdtek fel, aki jegyet nyomott testüknek egy illetlen részére, meg kellett tagadniuk a keresztény hitet, és nagy vigasság közepette közösülniük is kellett vele.

## Elnevezései és etimológiájuk
A magyar nyelv boszorkányokkal kapcsolatos kifejezései igen gazdagok és változatosak. Írott forrásaink többek között a Magyarországon tartott boszorkányperek iratai és dokumentációi.

### Boszorkány

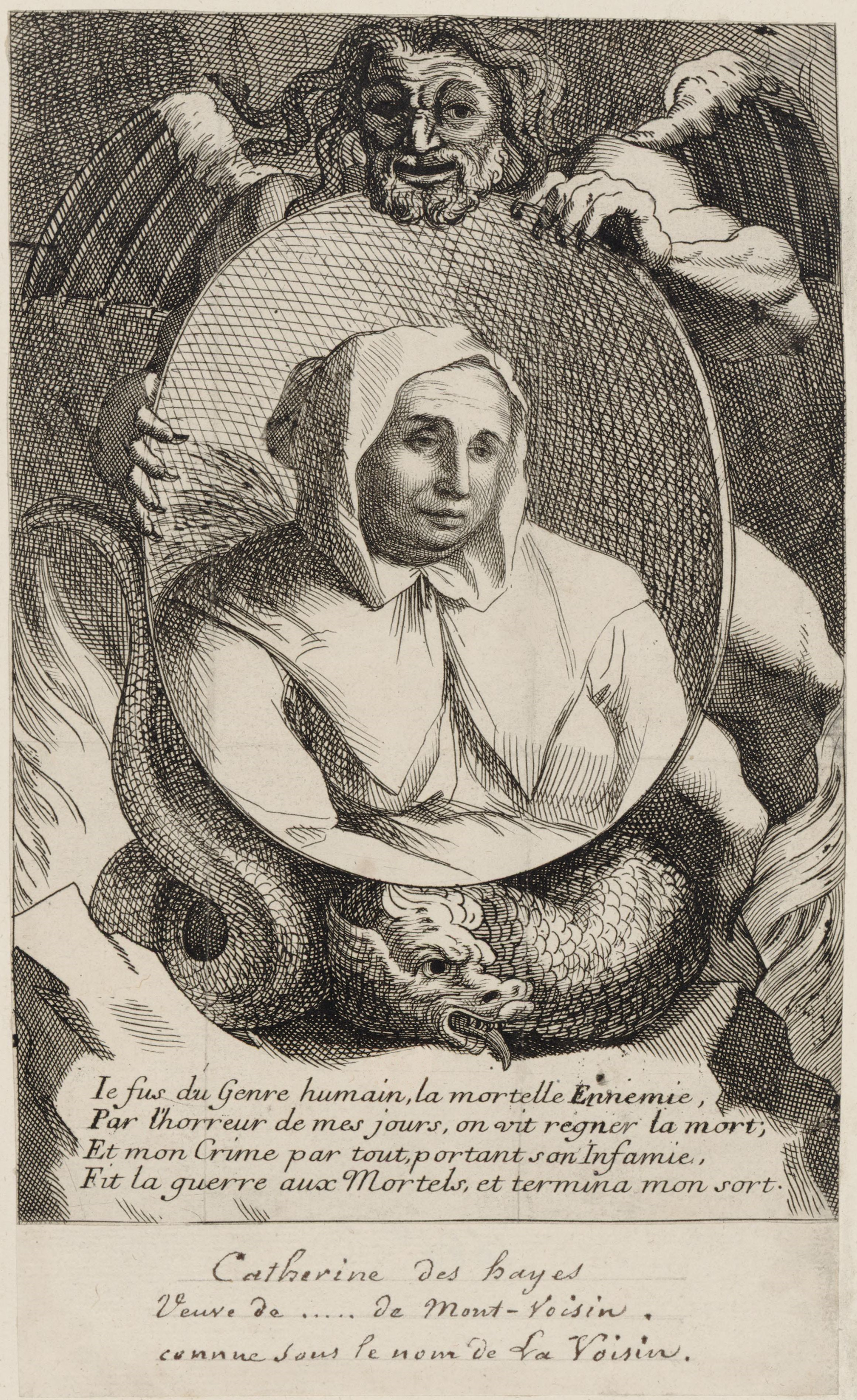
Catherine Deshayes alias La Voisin, a francia méregkeverő boszorkány, akit 1680-ban elevenen égettek el a máglyán, 35 társával együtt, másokat pedig gályarabságra vagy száműzetésre ítéltek

A török nyelvek azonos jelentésű baszargan, baszirgan szavából származik, amely az ótörök basz- („nyomni”) igető származéka (ez az eredete a magyar „baszni” szónak is).
Lükő Gábor (A magyar lélek formái című néprajzi szimbólumtárában) a boszorkány-hiedelmeket a kő- vagy bronzkori szinten élő népek lélekhitéből és a lélekvándorlás tanából eredezteti. Eszerint a haldokló ember lelke a halál pillanatában elhagyja a testet, s ezután bizonyos ideig (általában egy szűk vagy bő hónapig, ami 20-40 napot jelent) köztes állapotban leledzik vagy bolyong a földi világ és a túlvilág között. Ez idő alatt veszélyt jelent az élőkre, visszajárhat a rokonokhoz, és orrukon-szájukon keresztül a gyomrukba szállva, betegségeket okozhat (ezt különféle praktikákkal meg lehet próbálni elhárítani). Lükő szerint eme hiedelem egy még primitívebb, ámde logikusabb hit eltorzult maradványa lehet, nevezetesen: a lélek a hiedelem eredeti formájában csak nőkre jelentett veszélyt, és a gyomor helyett a méhbe akart visszakerülni, azzal a nyilvánvaló szándékkal, hogy újjászülessen. Mindenesetre a rontást, betegséget és fájdalmat hozó hazajáró lélek szoros kapcsolatban lehet a boszorkány eredeti alakjával, aki kezdetben olyan lény volt, aki a babonás hit szerint rátelepszik az alvó ember mellére, s elnevezéséhez híven megnyomja, szorongatja, és ezzel kínzó álmokat vagy egyenesen betegséget, halált idéz elő. Ez a jelentés megmaradt a lidérc fogalmában (lidércnyomás). A boszorkány szó játékos, becéző formái a boszorka és a boszi.
A hiedelemnek különböző változatai vannak a különböző népek között. Előfordul pl., hogy a (gonosz) lélek ember, pl. elhunyt házastárs képében jár vissza lidércnyomást okozni. A babona ebben az alakjában a vámpírhiedelmekkel is kapcsolódni látszik.

### A bűbájos és az igéző

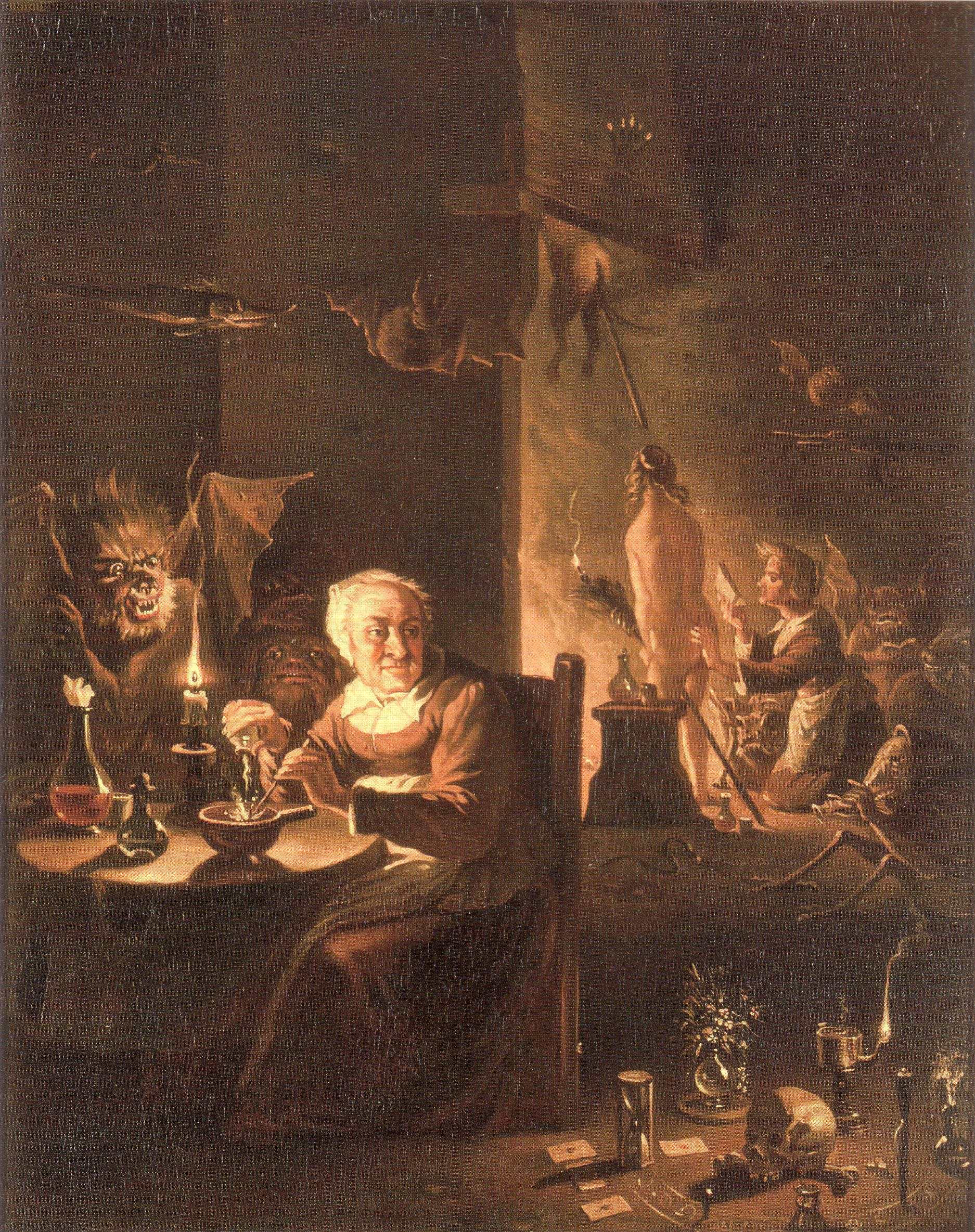
David Teniers: Boszorkányjelenet

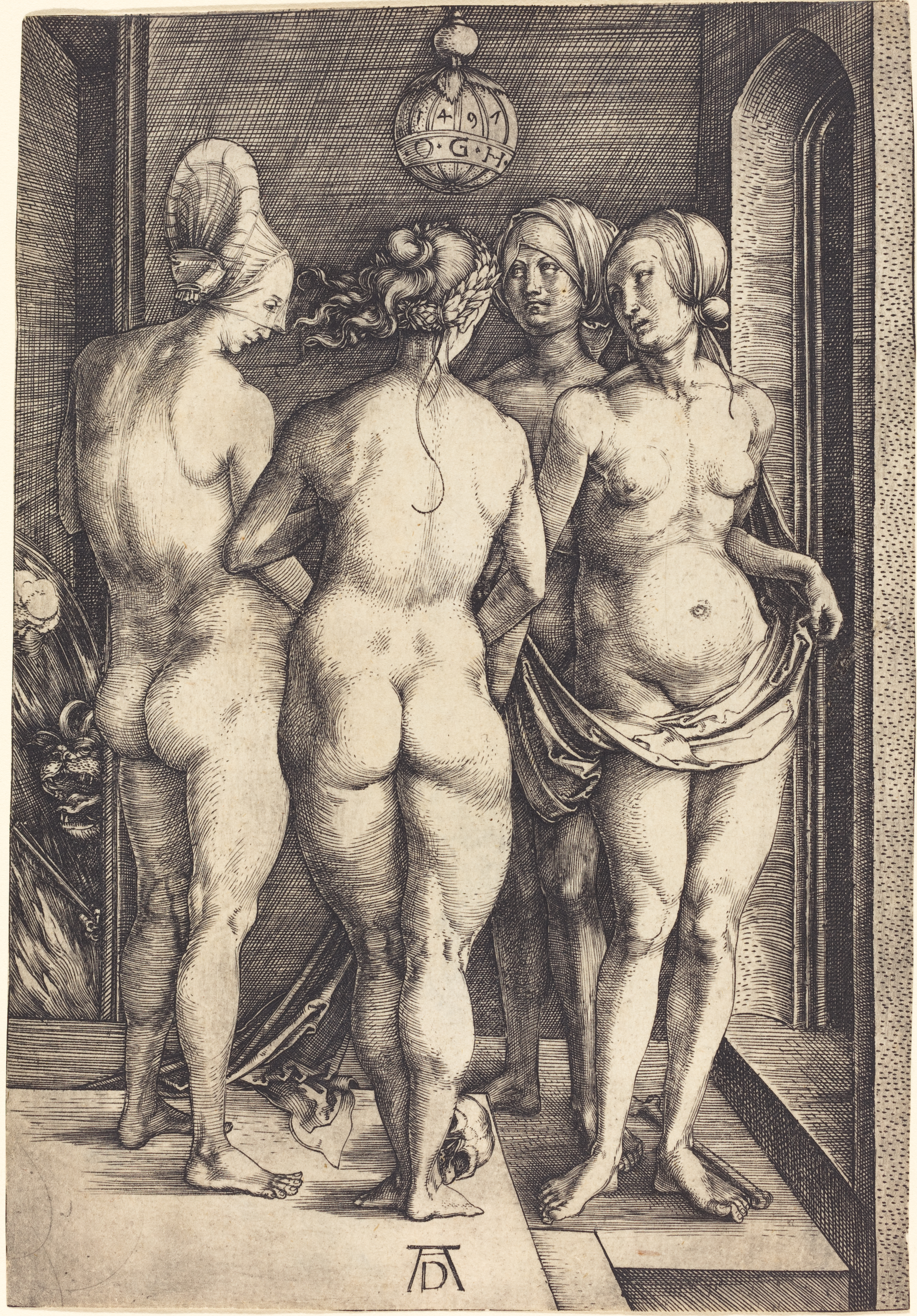
Albrecht Dürer: Négy Boszorkány

A boszorkányok egyik elnevezése a magyar nyelvi tájakon a bűvös-bájos, bű-bájos volt, tevékenykedése pedig a bűvölés-bájolás. Értelemszerűen e szavak jelentése a gonosszal, a romlottal kapcsolódott össze. Az érdekesség ebben az esetben a bű és a báj gyökérszavak jelentése, eredete és kapcsolata a boszorkánnyal. Ezek ugyanis az ótörök báj szóból erednek, ami nem mást jelent, mint „köteléket”, „szalagot”, „bilincset”. A magyar „báj”, „bájos” szavak jelentéséből azután az idők folyamán kikopott a pejoratív jelentés és csupán a „lebilincselő”, „mozdulatlanná tevő” átvitt értelmük maradt meg, a jelentésben mélyen elbújva. A szó eredeti jelentését legjobban a boszorkány jelentésű bűbájos (vagyis „igéző”, „rabul ejtő” személy) őrizte meg. Ld. még kötés-oldás rítusa.

### Bű szerzet
A bű szóval székely mondásokban találkozhatunk miszerint a "Bűnél is bűvebb" vagy "bű szerzet". Ezek rondaságot kifejező mondások, ebből tudhatjuk, hogy a bű szó jelentése fertelmes, borzalmas.

### Varázsló
A boszorkányokat nevezték még varázslónak, embervesztőnek és ördöngösnek.
A varázs szó viszont a szláv vražtli-ból ered amihez az árt, megigéz, jósol jelentések kapcsolódnak. Értelemszerű, hogy az átvett jövevényszavak valamit megőriztek eredeti jelentéseikből, hiszen a magyar varázsló tevékenységéhez ezek a fogalmak kapcsolódnak.

### Lidérc
Mivel a boszorkányok egyértelműen hitetlenek, illetve lepaktáltak a gonosszal használták rájuk a hamis hitű, kanca hitű, illetve lüdérces kifejezést is. A lüdérc, lúdvérc vagy ismertebb nevén a lidérc a magyar népi hiedelemvilág egyik igen érdekes tagja, egyfajta "nyomó" démon. Innen ered a lidércnyomás kifejezésünk is. A népi babona egy másfajta nyomó démont is ismert, ez volt a mora/nora démon (lásd még: vámpír).

### Tudákos
Hívták a boszorkányokat tudálékosnak, tudományosnak is. Nyilván ördögtől kapott gonosz tudásukra utalva ezzel.

### Hatalma és képességei eredete

#### Az igézés
A boszorkányos rontásra használt egyik leggyakoribb kifejezés az igézés volt. Ez az ige a krisztusi ige ördögi ellentéte mellyel az egyszerű népnek ártani lehet. Az igével, azaz szóval járó hatalom azonban ősibb mint a kereszténység, nemcsoda, hogy Isten szóval teremtette a világot és az ősi népeknél a kimondott szónak hihetetlen jelentőséget tulajdonítottak. A szó a lélekből ered és annak ereje van. Épp ezért nem véletlenül beszélünk igéző szempárról, hiszen a szem a lélek tükre és a boszorkányok egyik legveszélyesebb fegyverének éppen rossz, rontó szemüket tartották. Több boszorkányperes forrásból tudjuk, hogy a boszorkánysággal megvádoltnak hátat kellett fordítania a bíróságnak nehogy szemmel verje őket.

#### A ráolvasás
Az igézés ellentéte az olvasás vagy ráolvasás volt. A ráolvasással jó dolgokat kívántak egymásnak és az embereknek mintegy a krisztusi igét ráolvasták a betegre, hogy meggyógyuljon vagy "teleolvasták a tejesbödönöket." tejjel.

#### A tétemény
A gonosz boszorkányi tettek másik szava a tétemény, csinálmány ami az ördögi, boszorkányos tétemény vagy csinálmány jelzős szerkezetekből vált le/alakult ki. Például; "ez a leány nekem megtette" jelentése a; boszorkányos praktikákkal magába bolondított engem; volt. Székelyföldön a csinálmány volt használatos; "ördögi csinálmánnyal megtévesztette" vagy "egy öreg asszony csinált meg neki, hogy gyermeke ne legyen."

#### A kötés
A boszorkány egy másik gonosz praktikája a kötés. Miszerint az ördöggel cimboráló gonosz egy csomót készít mindenféle anyagból (fontos eleme a só sóban van) és azt a megátkozni kívánt személy közelében helyezi el. Ezzel maga a rontás megköttetett és csupán a maga a kötő oldhatja fel. Az oldás-kötés rítusa szintén nem a 15. század találmánya akárcsak az igézés. Már az ónémetek ismerték és használták ezt a mágikus formulát. Maga a „bájolás”, „elbájolni” szavak azt jelentik, hogy megkötni hiszen a török báj szóból származnak.

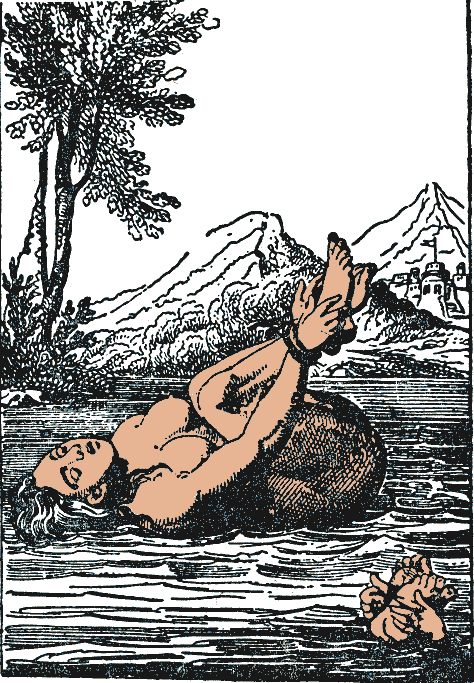
Heks (a boszorkány hollandul). Valószínűleg istenítéletet ábrázol

Így a például a bájital szavunk rögtön értelmet nyer hiszen ez az ital egy személyt valakihez kötő, megkötő voltára hivatkozik (szerelmi bájital). Magyarországon a boszorkányok állandó jelzője volt az „oldó-kötő” kifejezés, annyira, hogy egyedül itt hívták latinul a boszorkányokat ligantesnek azaz kötőnek. A megkötés jelentésköre a 16. században bővült ki annyira, hogy mindenféle boszorkánykodás megjelölésére használták. Széles magyarországi használata miatt számos kifejezésünkben volt használatos és használatos még ma is mint például;
1. Meg van kötve a kezem: jelentése, hogy bizonyos dolgokban nem tehetek semmit. A boszorkányi kötésből származására egy kolozsvári boszorkányper irata tesz tanúbizonyságot miszerint: "Te Erdély Gáspár olyan boszorkány az anyád (anyósod), hogy neked kezedet megkötötte, hogy leányát meg ne verhesd soha míg élsz.
2. Majd megkötöm a nyelvedet: azaz majd elhallgattatlak. Oka, hogy a hiedelem szerint a kötés némaságot hozhat az emberre.
3. Megkötődött a ló: Ez a kifejezés a székelységben járja, jelentése, hogy úgy megbűvölte valaki, hogy nem bír mozdulni. Ebből származik a megköti magát szólásunk.
4. Ráköti magát valakire: Ezt olyan lányra mondták, aki el akarta magát vetetni valakivel. Magyarázata, hogy a boszorkányokkal kapcsolatos leggyakoribb vád a szerelmi rontás vádja volt. Bájitallal azaz boszorkányos kötéssel vették rá a férfiakat a házasságtörésre.
5. Szemét megkötni: A hamis tanításoktól való elvakítást jelentette. De a szemet nem bekötik hanem megkötik így nem tudja elválasztani a rosszat a hasznostól.
6. A kötés egyéb kifejezései: leányt elkötni, hogy ne legyen férje. Esőt ellopni, elkötni.

A kötés feloldására meg kellett ereszteni a kötést vagy a téteményt, azaz meg kellett oldani.
Az oldás/tágítás szavak mind a rontások feloldását jelentették, a betegségtől való megszabadulást. A tágít szó mai értelmében elveszítette az enyhítés, feloldás jelentéskörét inkább a nem tágít jelentéskörben használjuk.

### Egyéb tulajdonságai és képességei

#### A megevés
A boszorkányok hatalma erősebben érvényesült azokon az embereken, akiknek megszerezték egy vagy több ruhadarabját. Ebben az esetben a tárgyat megfőzték, így érték el a kívánt hatást az alanyon. Ide kapcsolódik, hogy a bűbájos rontás áldozatára mondták azt is, hogy a boszorkány megette. Mondhatni akit előbb megfőztek, utána megették. A megevés és a babonával megront kifejezések amiatt a néphit miatt kapcsolódtak össze miszerint a boszorkányok megölik és megeszik az embereket. Ez a hit a boszorkányüldözés korszakára átalakult metaforikus orgiákká, az ördöggel a főszerepben, ahol az embereket csupán színleg ölik és eszik meg, azonban a megölt és megevett áldozatok később megbetegszenek és elpusztulnak.

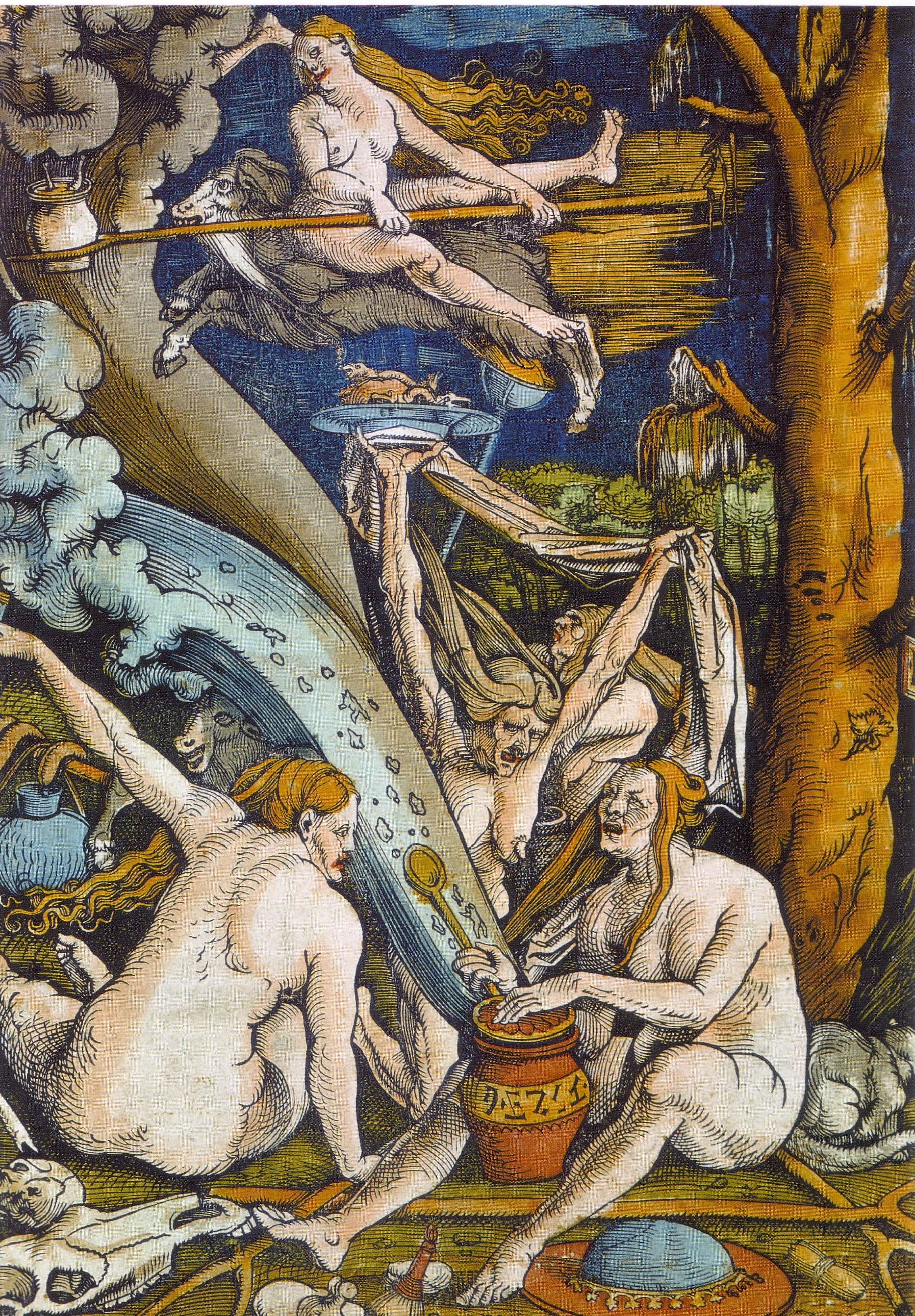
Hans Baldung Grien: Boszorkányok

#### A megfüvelés
A boszorkányoknak igen széles körű kapcsolatuk volt a babbal, füvekkel, kígyókkal, békákkal. A megfüvelés kijelentés boszorkányos cselekedetre utalt, mely "füveket használ ártatlan szíveknek megbájolására." A nyugati boszorkányok a kígyókat, békákat és egyéb csúszó-mászó állatokat hasonlóan a füvekhez kotyvalékok, mérgek elkészítéséhez használták. Magyarországon a boszorkányok megfőzték és megették ezeket az állatokat.[forrás?] Így a kígyót-békát kiált rá mondásunk valójában a boszorkánysággal való megvádolást jelentette a középkorban.
Az általános közvélemény alapja valószínűleg a zárt körű társaságok iránt érzékelhető gyanakvás volt, valamint az a szokás, hogy a boszorkányok a gyógynövényeknek más neveket adtak, mint ahogy azokat az emberek általában nevezték.

#### A fejés
A fejés motívuma is felmerül a boszorkányokkal kapcsolatban miszerint a boszorkányok meg tudták csapolni a különböző növényeket, hogy lét fakasszanak belőlük, például "csapra verték a szőlőtőkét", vagy "megfejték az ágost" (ágat).

#### Az ördög cimborái
Akire ördögöt kiáltottak azt A váddal illették. Hiszen a boszorkányok az ördög szeretői, leszármazottai, gyakran mindkettő egyszerre, és így "az ördög ágyában született"- hangzik el a szidalom mely szintén boszorkányvád. Ide kapcsolódik az ördögadta kifejezés is.

#### A kutya és az utazás
Szintén a boszorkányhoz kapcsolódik az ebadta és a kutya teremtette kifejezés is. A néphiedelem szerint ugyanis a boszorkány sokszor kutyává változik, így gyakran a boszorkányokat ebeknek is hívják a perekben. Talán ezért van, hogy a szász forrásokban a boszorkányokat Hundsart-nak, kutyafajzatnak nevezik.
Mivel az adta, teremtette szavakhoz ilyen gonosz dolog kapcsolódott szigorúan tiltották az ezekkel a szavakkal való káromkodást.
Még a kutyatémához kapcsolódik, hogy eljutni ezekre a szabbatokra (ördögi orgiákra) nem volt egyszerű hiszen be kellett kenekedni mindenféle zsírral, hájjal példának okáért kutyahájjal. A "kutyazsírral kenekszik" rossz embert jelentett Kiskunhalas környékén, egyéb vidékeken pedig a "kutyazsírral van megkenve" szólást a zsugori, ravasz emberre használták és használjuk ma is, mint minden hájjal megkent alak, azaz aki ért mindenféle huncutsághoz, gonoszsághoz.
A boszorkányok piszkafán, vasvillán, pemetén, emberen(!) vagy azsagon jártak. Az azsag szó jelentését ma már nem ismerjük, de arra az emberre használták, aki az útját váratlanul gyorsan megjárta. Az emberen való lovaglás a lóvá tevés (megkötés?) motívuma. Elbolondít, levesz a lábáról, akarata alá hajt, ezekben a kifejezésekben az asszony hajtja uralma alá a férfit.

#### A farkas
A boszorkány nemcsak kutyává, hanem farkassá is át tudott alakulni. Az embertársai jószágát farkas képében pusztító boszorkányt küldött farkasnak hívták. A német mondákban igen élénken él a farkasember mítosza és hozzánk is onnan jött át. A küldött farkas elnevezés azért lehet, mert vagy az ördög küldi az emberiségre vagy a haragos ember a másik jószágára.

#### Az ördög
A küldött ördög külön eset. A boszorkány gyakorlatilag kap egy külön, saját kisebb ördögöt akivel szerződést köt és ez az ördög a továbbiakban segíteni fogja. A göcseji fődi ördög inkább egy kisebb koboldra vagy manóra hasonlít, mint ördögre. Segédkezik a házimunkában, vigyáz az állatokra, satöbbi.
Az ilyen ördöggel bíró emberre mondták, hogy ördöge van. Manapság a szerencsés emberé e megtisztelő cím, hogy ördöge van, tehát boszorkány.

## Mondák
A boszorkányokhoz több országban is számos monda, hagyomány kötődik. A boszorkányszombaton a hagyomány szerint (általában május 1-jén) a boszorkányok az ördögökkel találkoznak, német és magyar hiedelmek szerint gyakran hegytetőn (mint például a budai Gellért-hegyen), ez a Walpurgis-éj.
Egy másik hiedelem szerint karácsonykor egy megfelelően elkészített Luca-székről az éjféli misén meg lehet látni a boszorkányokat a templomban.

## Mesék

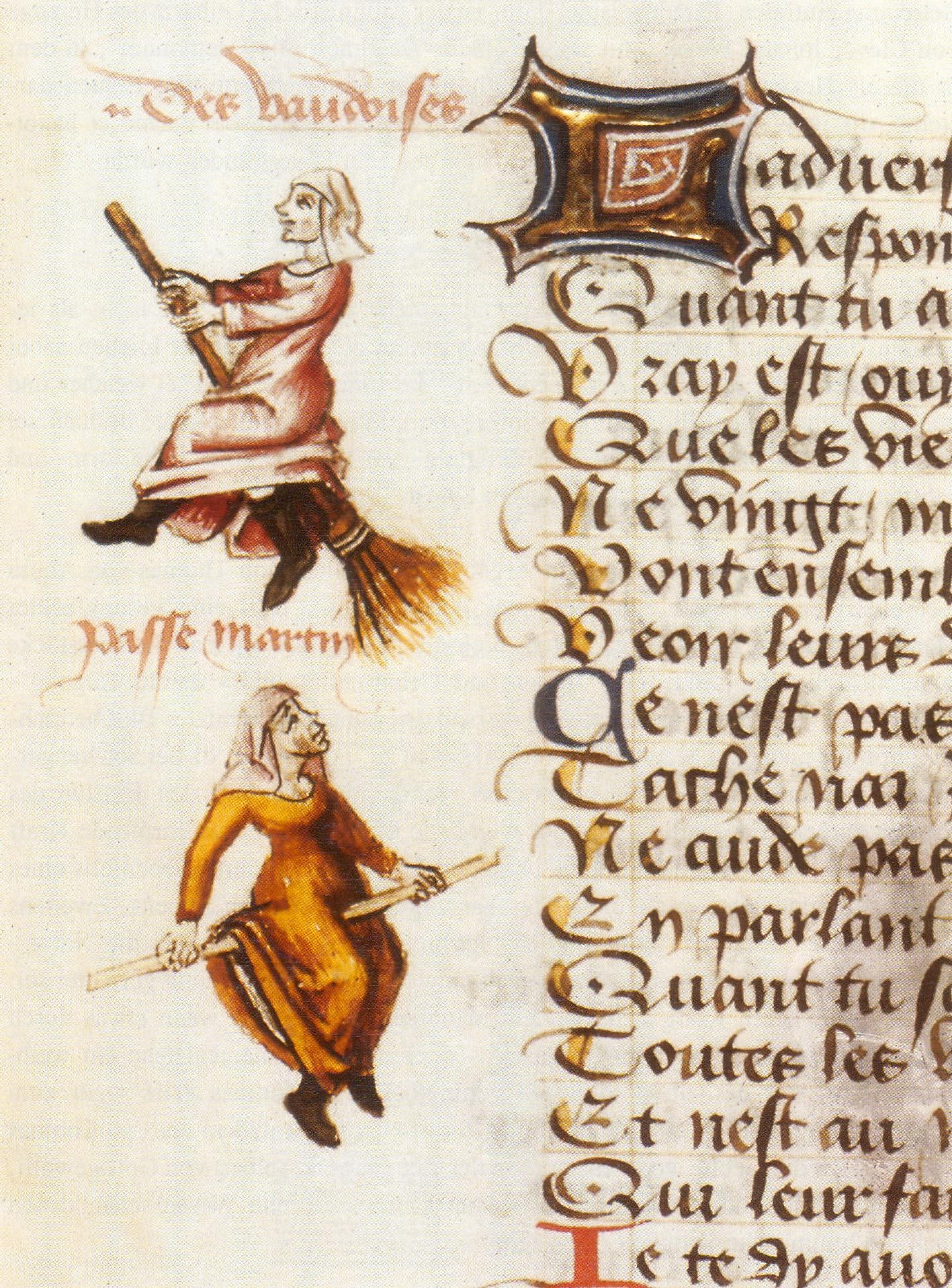
Boszorkányok ábrázolása Martin Le France, "Le champion des dames" című művében, 1451

A boszorkány vagy a vasorrú bába a népmesék és egyéb mesék gyakori szereplője.
Az egyik klasszikus Grimm-mese, a Jancsi és Juliska több generáció gyermekeit ijesztgető alakja a vasorrú bába tehát boszorkány. Az Óz, a csodák csodája című filmben a szokásos gonosz boszorkány mellett szerepel a jó boszorkány is.
A boszorkány alapvető „tartozéka” a seprű: egy igazi gonosz boszorkány el sem képzelhető varázserejű seprű nélkül, melyen ülve repül (például az ördögökkel és többi boszorkánnyal tartott gyűlésre).
Harry Potter a róla szóló könyvek szerint az ún. Roxfort Boszorkány- és Varázslóképző Szakiskolába jár, ahol a „boszorkány” a varázsló női megfelelője.
Egy másik, amerikai sikersorozat is feldolgozta, illetve átültette a boszorkánylétet a modern, XX. XXI. századi világba. A Bűbájos Boszorkák (Charmed) néven elhíresült sorozat, egy legendásan nagyhatalmú boszorkánycsalád mindennapjait mutatta be.
Terry Pratchett Korongvilág regénysorozatában is visszatérő szereplők a boszorkányok.
A nagysikerű antológiasorozat az Amerikai Horror Story harmadik évadának alcíme Boszorkányok (Coven), ami egy boszorkányiskolát mutat be.
A Netflix által legyártott, Chilling Adventures of Sabrina (Szabrina hátborzongató kalandjai) című élőszereplős sorozat egy félig boszorkány, félig ember lány mindennapjait mutatja be a sötét keresztelőjétől kezdve, az iskolás napjain át egészen a haláláig.

## Földrajzi név
- A Vénuszon 2003-ban neveztek el egy lávafolyás-gerincet Boszorkány Dorsa néven.

## Bibliográfa
- Kertész Manó: Boszorkányság (1911)
- Barry Alpha Ádám: Boszorkányságok
- Kiss József: Szerelmi babonák – Régi szatmári babonák, rontások, szemverések, igézések, kísértések és egyéb boszorkánykodások, Budapest, Népszava, 1989 ISBN 963-322-873-5
- Pusztay Sándor: Szerelmi varázslás – Boszorkányos praktikák, Budapest, General Press, 1990 ISBN 963-02-7824-3
- Ráth-Végh István: A Sátán és cimborái – Ördögidézés, feketemágia, boszorkányhit Budapest, Pannon, 1991 ISBN 963-7955-73-9
- Hans Sebald: Boszorkányok hajdan és ma; ford. Natonek Klára; Holnap, Budapest, 2000 ISBN 963-346-357-2
- Susan Greenwood: A mágia és a boszorkányság enciklopédiája. Illusztrált történeti útmutató a spirituális világhoz; ford. Béresi Csilla; Jószöveg Műhely, Bp., 2001
- Ann-Marie Gallagher: Boszorkánybiblia. A mágia és a bűbáj kézikönyve; ford. Uzsoki Eszter; Alexandra, Pécs, 2007
- Boszorkányok, varázslók és démonok Közép-Kelet-Európában; szerk. Klaniczay Gábor, Pócs Éva; Balassi, Bp., 2014 (Vallásantropológiai tanulmányok Közép-Kelet-Európából)
- Dömötör Sándor: Szent Gellért hegye és a boszorkányok / A boszorkányok gyűlése a magyar néphitben. Két tanulmány; Nemzeti Örökség, Onga, 2020
- Kis-Halas Judit: Boszorkányok, gyógyítók és a gyűdi Szűz Mária. Az orvoslás piaca az újkori Dél-Dunántúlon; Balassi, Bp., 2020 (Vallásantropológiai tanulmányok Közép-Kelet-Európából)
- Francesco Maria Guazzo: Compendium maleficarum. A boszorkányokról röviden; Fraternitas Mercurii Hermetis, Onga, 2021